# Jules Theodore Alting von Geusau
Jules Theodore Alting von Geusau, nizozemski general, * 1881, † 1940.